# Дом-музей Эрнеста Хемингуэя
Дом-музей Эрнеста Хемингуэя, расположенный в пригородном районе Гаваны Сан-Франциско-де-Паула (исп. San Francisco de Paula), в старом поместье «Финка Вихия» (исп. Finca Vigía) — единственный дом, принадлежавший Эрнесту Хемингуэю вне территории США, в котором писатель с перерывами жил около двадцати лет и где он работал над известными произведениями, в том числе романом «По ком звонит колокол» и повестью «Старик и море».

## Финка Вихия
Впервые Хемингуэй увидел Кубу в 1928 году во время плавания из Франции в США. Только через десять лет, после нескольких кратковременных визитов, писатель решил поселиться на понравившемся ему острове. Сначала он жил в номере гаванского отеля «Амбос Мундос» (исп. Ambos Mundos), но по инициативе жены, Марты Геллхорн, весной 1939 года Хемингуэй арендовал в пригороде Гаваны дом в уединённом поместье Финка Вихия. Название дома, расположенного в роще на холме высотой 119 метров над уровнем океана, откуда можно обозревать окружающую местность, произошло от испанского vigilar («наблюдать»). Вокруг росли королевские пальмы, акации, фламбоян, гледичии, дубы, платаны и сосны.

Дом Э. Хемингуэя

Особняк был построен в конце 1880-х годов каталонским архитектором Мигелем Паскуале Багером (исп. Miguel Pascual y Baguer). Тишина и покой дома, расположенного среди тропических зарослей, близость морского побережья и красивые виды произвели впечатление на Хемингуэя, и в декабре 1940 года писатель приобрёл его в собственность за 18 500 долларов.
В 1941 году в саду построили четырёхкомнатный дом для многочисленных гостей, среди которых бывали его друзья Гари Купер, Марлен Дитрих, Ингрид Бергман и другие знаменитости.
Вплотную к террасе появилась квадратная 12-метровая башня, на втором этаже которой новая жена Хемингуэя Мэри Уэлш пыталась устроить для писателя более уединённое место, но он не захотел изменять своим привычкам и продолжал работать по утрам, пока все спали, в кабинете рядом со столовой комнатой.

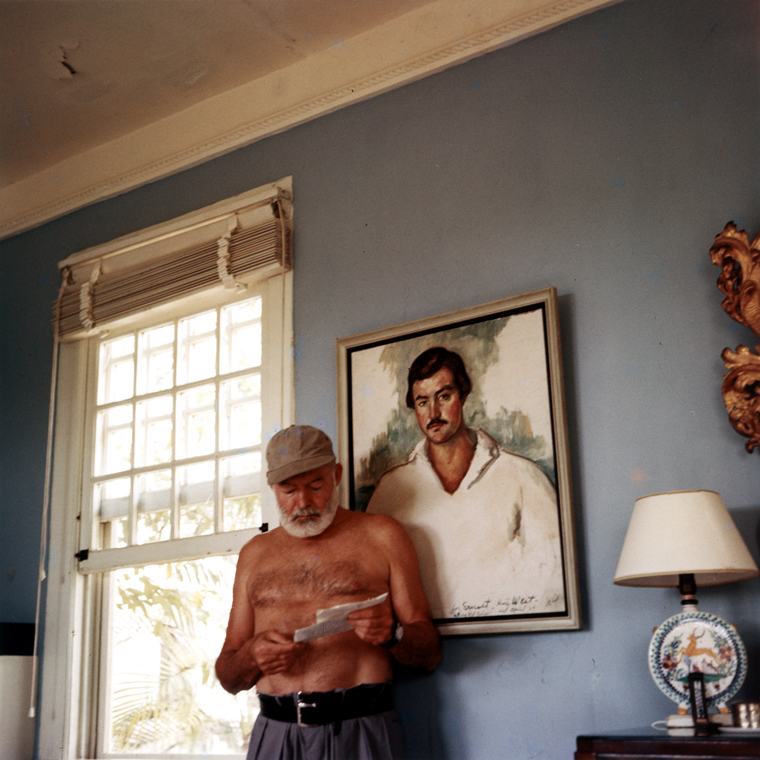
Эрнест Хемингуэй в Финка Вихия (1953)

Здесь он работал над своими книгами «По ком звонит колокол», «Праздник, который всегда с тобой», «Острова в океане». 
В 1954 году творчество Хемингуэя было отмечено Нобелевской премией по литературе «за повествовательное мастерство, в очередной раз продемонстрированное в „Старике и море“». Эта повесть была написана на Кубе в 1952 году.
Официальное известие о присуждении премии пришло в Финка Вихия 28 октября 1954 года. Хемингуэй, пытавшийся восстановиться после пережитой в Африке авиакатастрофы, по состоянию здоровья не смог присутствовать на церемонии награждения. В Нобелевской речи, прочитанной по просьбе писателя американским послом в Швеции, было сказано: «Жизнь писателя, когда он на высоте, протекает в одиночестве… Ибо творит он один, и, если он достаточно хороший писатель, его дело — изо дня в день видеть впереди вечность или отсутствие таковой».
За год до смерти Хемингуэй в феврале 1960 года принимал в своём доме заместителя председателя Совета министров СССР А. И. Микояна, приезжавшего на Кубу с официальным визитом. Сопровождавший Микояна журналист Генрих Боровик вспоминал, что Хемингуэй говорил: «Мужчина не имеет права умереть в постели — либо в бою, либо пуля в лоб».
С домом на окраине Гаваны связаны 20 лет жизни писателя, который уехал с Кубы осенью 1960 года.

## Дом-музей
Через год после смерти Хемингуэя (1961) вдова писателя Мэри Уэлш подарила дом правительству Кубы, и почти сразу, 21 июля 1962 года, в нём был открыт музей, посвящённый великому писателю.
В доме сохраняется сложившаяся при жизни хозяев планировка — просторная гостиная, которая через арку соединяется с оформленной в испанском духе столовой с выходом на открытую террасу и проходом в кухню и подсобные помещения. Рядом с гостиной — библиотека и кабинет Хемингуэя.
Устроители музея постарались ничего не менять в обстановке дома и сохранить все личные вещи писателя, коллекцию охотничьего оружия и его трофеи, картины и фотографии, около 9000 тысяч книг на 33 языках, архивные документы и рукописи. Среди 22 000 экспонатов музея — радиола и сотни принадлежавших Хемингуэю грампластинок: произведений классической музыки, американского джаза и испанской народной музыки.
Оформление интерьеров дома свидетельствовали об увлечениях хозяина путешествиями, охотой, рыбалкой. В парке недалеко от бассейна находятся четыре каменных постамента, под которыми покоятся охотничьи собаки писателя.
В отдельном павильоне установлен катер Хемингуэя — «Пилар».

## «Пилар»

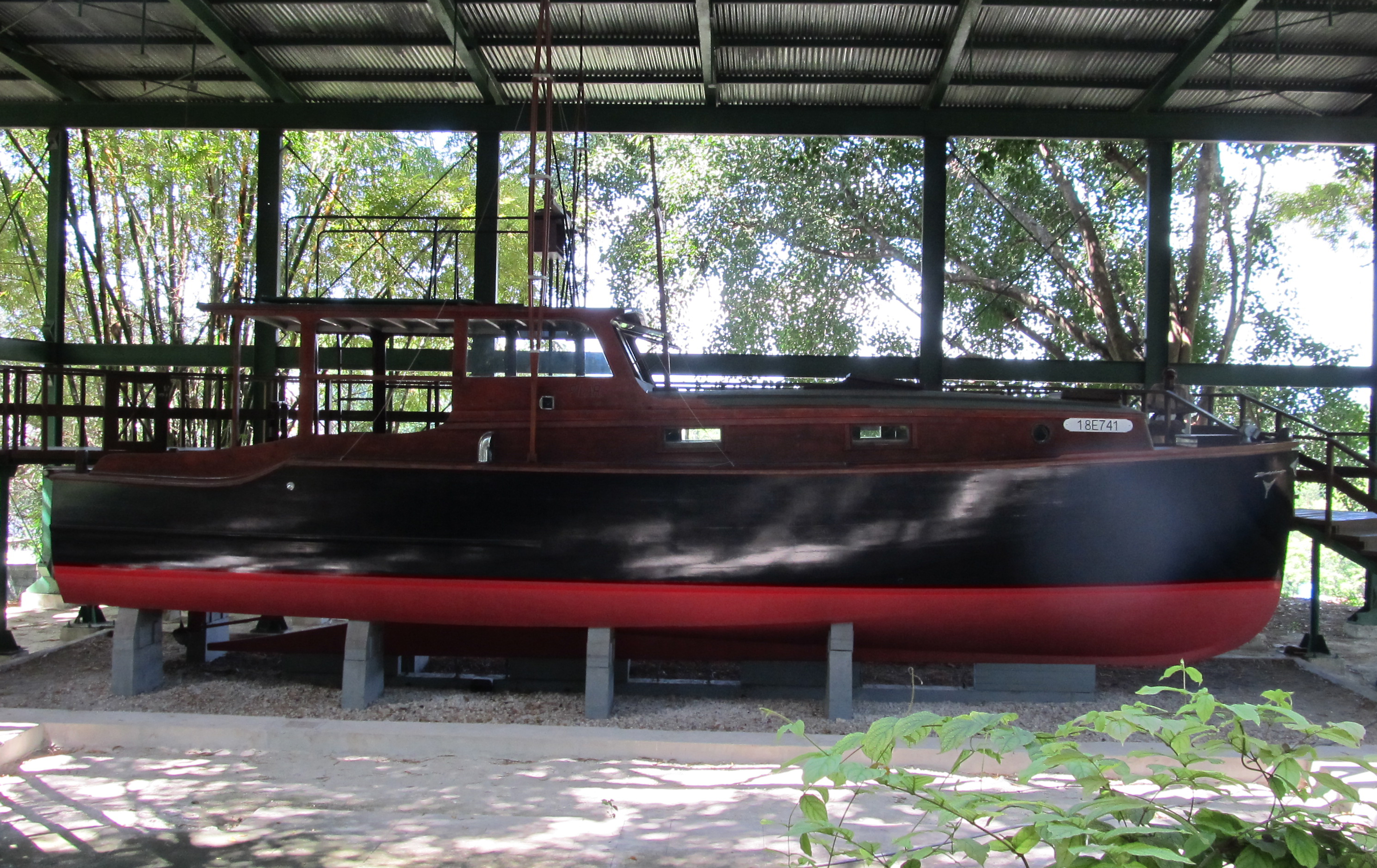
Катер «Пилар» в парке Финка Вихия

Эрнест Хемингуэй в 1934 году заказал на судоверфи Бруклина 38-футовый катер, внеся в типовой проект изменения, отражающие его опыт спортивной рыбалки. «Пилар» был изготовлен из чёрного американского дуба. Дополнительный двигатель значительно увеличивал скорость хода.
Увлечение рыбалкой стало поводом знакомства писателя с Фиделем Кастро, которому Хемингуэй 15 мая 1960 года вручал приз за победу на рыболовных соревнованиях.
Хемингуэй использовал «Пилар» не только для рыбалки и путешествий. Иногда он жил и работал на борту катера над своими произведениями.
В 1942—1943 годах во время Второй мировой войны Хемингуэй по ночам патрулировал на своём катере море севернее Кубы в поисках немецких подводных лодок. После самоубийства Хемингуэя по его завещанию лодка стала собственностью его друга Григорио Фуэнтеса, но рыбак решил отдать её государству, после чего она была выставлена в музее.

## Сохранность фондов
В 2002 году доступ к архивным материалам писателя при содействии фонда Рокфеллера был открыт учёным США. В соответствии с подписанным соглашением все документы должны быть микрофильмированы и оцифрованы. Местом хранения полученных копий определена Президентская библиотека-музей Джона Ф. Кеннеди в Бостоне.
С 2005 по 2007 год дом-музей был закрыт на частичную реставрацию.
В 2015 году было объявлено о новом совместном проекте Республики Кубы и США по восстановлению дома Эрнеста Хемингуэя. В реализации проекта примет участие американский фонд реставрации и сохранения дома Финка Вихия (англ. The Finca Vigía Foundation).